# L'Envie de dormir
L'Envie de dormir est une nouvelle dramatique de sept pages d'Anton Tchekhov (en russe : Spat khotchetsia, Спать хочется).

## Historique
L'Envie de dormir est initialement publiée dans la revue russe Le Journal de Pétersbourg, numéro 24, du 25 janvier 1888, sous le pseudonyme A. Tchekhonté. Autre traduction Je veux dormir.

## Résumé
Varka, treize ans, a été placée comme bonne chez des marchands. La journée, elle travaille et, la nuit, elle doit veiller sur le bébé de ses patrons.
Ses paupières sont lourdes, l'enfant ne dort pas. Le père de Varka meurt dans la nuit d'une hernie, pas le temps de pleurer disent les maitres, elle doit travailler et veiller sur l'enfant malgré le sommeil.
Chaque soir, après ses tâches, elle doit veiller l’enfant qui pleure. Elle n’en peut plus. Elle a des hallucinations. Elle comprend que son salut, c'est la mort de l'enfant : elle l’étouffe et s’endort.

## Édition française
- L'Envie de dormir, traduit par Édouard Parayre, Bibliothèque de la Pléiade, éditions Gallimard, 1970  (ISBN 2 07 010550 4).
- Anton Tchekhov, Le Violon de Rotschild et autres nouvelles, André Markowicz, traduit du russe, collection Point de retour, Alinéa, 1986  (ISBN 978 2 90463128 3)